# Le Chemin de la Croix-des-âmes
Le Chemin de la Croix-des-âmes est un essai publié par Georges Bernanos. Il rassemble les lettres qu'il a écrites et les textes qu'il a écrits pour la radio à partir du 18 juin 1940 et jusqu'en 1945. Ces textes sont adressés aux Français qui sont alors sous l'Occupation.

## Historique de l'œuvre
Georges Bernanos émigre au Brésil en 1938, écœuré par les compromissions des hommes politiques français face au nazisme. Il s'installe en août 1940 à Barbacena, au lieu-dit Cruz das Almas (« Croix des âmes »,). Entre mai 1940 et mai 1945, il rédige environ trois cents articles, « écrits de combats ». Une partie de ce texte est publiée dans la presse brésilienne, mais certains restent inédits ; ce sont tous ces articles qui sont rassemblés en 1948 pour former Le Chemin de la Croix-des-âmes,,. Notamment, à la suite de l'Appel du 18 Juin, il est bouleversé et cherche un moyen de parler à la BBC, consterné qu'aucun autre écrivain français n'ait apporté son soutien au général de Gaulle.

## Contenu
Les lettres ouvertes contenues dans Le Chemin de la Croix-des-âmes sont adressées au peuple français ; Bernanos y critique fortement l'esprit collaborationniste, en particulier Philippe Pétain ou Charles Maurras. Il soutient fortement la Résistance ainsi que de Gaulle ; toutefois, son analyse va plus loin et porte notamment sur la place de la France dans le monde et la trahison à sa vocation qu'elle a à ses yeux perpétré, mais aussi sur les valeurs portées par la modernité et les risques d'asservissement de l'homme aux structures et aux machines qu'il a créées.
La version éditée ne reprend pas exactement les textes originels publiés en portugais. Certains ont été expurgés par Bernanos lui-même de quelques passages polémiques. En particulier, à la suite de la publication par Otto Maria Carpeaux d'une nécrologie très peu flatteuse de Romain Rolland, Georges Bernanos écrit que la haine qu'il prête à Carpeaux de la culture française lui viendrait de ses origines juives. Ces passages sont amendés dans l'édition de 1948.